# John Herety

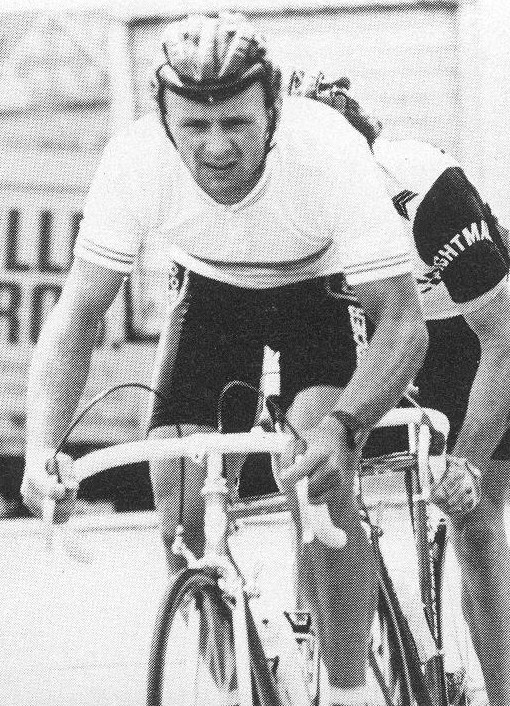
John Herety (1982)

John Herety (* 8. März 1958 in Cheadle, Cheshire) ist ein ehemaliger britischer Radrennfahrer und nationaler Meister im Radsport.

## Sportliche Laufbahn
1980 gewann er die Manx Trophy, dies war sein erster internationaler Erfolg. Zuvor hatte er den renommierten Grand Prix of Essex, eines der wichtigsten Amateurrennen auf der britischen Insel 1979 gewonnen. 1980 fuhr er auch die Internationale Friedensfahrt, bei der er eine Etappe gewann und 50. im Gesamtklassement wurde. Herety wurde für die Olympischen Sommerspiele 1980 in Moskau nominiert, wo er im olympischen Straßenrennen beim Sieg von Sergej Suchorutschenkow 21. wurde. Danach ging er nach Frankreich und wurde Mitglied im Verein ACBB, in dem auch schon Sean Yates fuhr.
Nach einigen Erfolgen erhielt er 1982 einen Vertrag als Berufsfahrer im Radsportteam Coop-Mercier-Mavic, in dem Joop Zoetemelk Kapitän war. 1982 gewann er den nationalen Titel im Straßenrennen der Profis. Zum Ende der Saison 1988 beendete er seine Laufbahn als Radprofi.

## Berufliches
Nach seiner aktiven Karriere war Herety als Teammanager und in anderen Funktionen im britischen Radsport tätig, so auch als Nationaltrainer für die britischen Straßenfahrer. Einige Zeit arbeitete er auch für den TV-Sender Eurosport als Experte und Kommentator.